# Квінт Мінуцій Есквілін
Квінт Мінуцій Есквілін Авгурін (лат. Quintus Minucius Esquilinus Augurinus; близько 495 до н. е. — після 457 до н. е.) — політичний, державний та військовий діяч часів ранньої Римської республіки. консул 457 року до н. е.

## Життєпис
Походив з патриціанського роду Мінуціїв, його гілки Авгурінів. Син Публія Мінуція Авгуріна, консула 492 року до н. е. 
Завдяки родинному впливу швидко зробив гарну кар'єру. У 457 році до н. е. його обрано консулом разом з Гаєм Горацієм Пульвіллом. Під час своєї каденції разом з колегою воював проти еквів та сабінян. Мінуції було доручено боротьбу з останніми. Авгурін переміг ворогів, спустошивши їхні землі. Водночас разом з колегою брав участь у протистоянні між плебеями та патриціями. Подальша доля невідома.